# Ricochet (software)
Ricochet nebo Ricochet IM je open source, multiplatformní, instant messaging softwarový projekt původně vyvinutý firmou, kterou založil John Brooks. Později přijat jako oficiální IM klient projektu skupiny Invisible.im. Cílem skupiny Invisible.im je pomoci lidem udržet soukromí tím, že vyvine „metadata free“ instant messaging klienta.

## Historie
Původní Torsion IM byl přejmenován v červnu 2014 na Ricohcet. Je moderní alternativou k TorChat, který nebyl během několika let aktualizován, a Tor Messenger, který je stále ve vývoji. Dne 17. září 2014 bylo oznámeno, že firma Invisible.im bude pracovat s Brooksem na dalším vývoji Ricochetu. Zetter také napsal, že do budoucna plánuje úpravu protokolu a možnost přenosu souborů. Úprava protokolu byla realizována v dubnu 2015.
V únoru 2016, vývojáři ricochet zveřejnili bezpečnostní prověrku, který byla sponzorována Open Technology Fund a provedla NCC Group v listopadu 2015.  Výsledky auditu „byly přiměřeně pozitivní“. Audit zjistil možnost pro „mnoho oblastí zlepšování“ a jednu zranitelnosti, které by mohly být použita k deanonymizaci uživatele. Podle Brookse byla zranitelnost v nejnovější verzi vyřešena.

## Technologie
Ricochet je decentralizovaný instant messenger, což znamená, že klient není připojen na server se kterým by sdílel metadata. Dále, pomocí sítě Tor, Ricochet vytvoří na počítači uživatele lokální Tor hidden service a ti tak mohou komunikovat pouze s ostatními uživateli, kteří také mají své vlastní Tor hidden service vytvořené Ricochetem. Tímto způsobem komunikace Ricochetu nikdy neopouští síť Tor. Uživatelské screen name (příklad:  ricochet: hslmfsg47dmcqctb) je automaticky generované při prvním spuštění Ricochetu. První polovina názvu je slovo „Ricochet“, přičemž druhá polovina je adresa Tor hidden service. Před tím než mohou dva uživatelé Ricochetu komunikovat, alespoň jeden z nich musí soukromě nebo veřejně sdílet své jedinečné uživatelské jméno („screen name“).

## Přínosy pro soukromí
- Ricochet neodhalí IP adresy uživatelů nebo jejich fyzické umístění, protože používá síť Tor.[2]
- Obsah zprávy je kryptograficky ověřen a soukromý.[9]
- Není třeba se někde registrovat za účelem využití ricochet.[6]
- Seznam kontaktů je uložen lokálně, a bylo by velmi obtížné pomocí pasivních technik sledování určit, se kterým uživatelem probíhá komunikace.[2]
- Ricochet neukládá historii chatu. Když uživatel zavře konverzaci, záznam chatu je neobnovitelný.
- Použitím Tor hidden service ricochet brání síťovou komunikaci před opuštěním sítě Tor, a tím umožňuje zachování anonymity a komplikuje pasivní sledování sítě.[2][6]
- Ricochet je přenosná aplikace, uživatelé nemusí instalovat žádný software k použití ricochet. Ricochet se automaticky připojí k síti Tor.[2]

## Bezpečnostní varování
- Již oslabený počítačový systém typicky porazí ochranu soukromí, kterou Ricochet poskytuje, například pomocí keystroke logging malware.
- I když Ricochet používá Tor, ostatní aplikace nebudou používat Tor, pokud uživatel samostatně nastavit další služby Tor na svém počítači.
- Aktivní a pasivní sledovací techniky mohou zjistit, zda uživatel používá internet a kdy, ale ne nutně to, co na internetu dělá.[2]
- Vzhledem k tomu, že uživatel Ricochet se nemusí zaregistrovat nebo přihlásit pro použítí Ricochetu,[6] je důležité aplikovat vrstvu fyzického zabezpečení včetně šifrování disku chránící ricochet. Neaktivní data nejsou šifrována.[9]